# Joel Matiza
Joel Biggie Matiza (Murewa, 17 de agosto de 1960 - Harare, 22 de enero de 2021) fue un arquitecto y político zimbabuense que se desempeñó como ministro de Transporte y Desarrollo de Infraestructuras de ese país, desde septiembre de 2018 hasta su muerte por COVID-19 en enero de 2021.

## Formación
Nació el 17 de agosto de 1960 en la ciudad de Murewa, Provincia de Mashonalandia Oriental, primogénito de una familia de seis hermanos (cuatro hombres y dos mujeres). Realizó sus estudios primarios en su ciudad natal y en la vecina de Macheke entre 1966 y 1972. Así mismo, completó sus estudios secundarios en Murewa.
Posteriormente estudió en el Colegio del Gobierno Federal de Nigeria en Kano, y luego completó una licenciatura y una maestría en arquitectura en la Universidad Ahmadu Bello, de la que se graduó en 1987. Posteriormente consiguió otra licenciatura, esta vez de Gestión Estratégica en la Universidad de Derby. En diciembre de 2020, se doctoró de Administración de Empresas en la Universidad Tecnológica de Chinhoyi.

## Actividad revolucionaria
En un momento dado abandonó los estudios y se unió al Ejército Revolucionario del Pueblo de Zimbabue, combatiendo en la guerra civil de Rodesia. Enviado a varios campos de entrenamiento, fue conocido como "Cde Destroyer Ndlovu". "Tras sufrir heridas en una redada en Freedom Camp en Zambia, Cde Matiza fue hospitalizado durante un largo periodo de tiempo antes de ser identificado como uno de los alfabetizados, lo que calificaba para ser enviado a cursos educativos ofrecidos por naciones amigas. Fue enviado a Nigeria para continuar su educación".

## Carrera política
Tras regresar de su educación en Nigeria, trabajó en un estudio de arquitectura antes de empezar a trabajar para la Corporación de Desarrollo Urbano (Udicorp).
Posteriormente pasó como trabajador por varios ministerios del Gobierno de Zimbabue. En 1990 se convirtió en miembro del Consejo de Arquitectos de Zimbabue (ACZ) y luego en miembro del Instituto de Arquitectos de Zimbabue (MIAZ). En 1991 fundó la firma de arquitectos Art Studios, de la que fue director ejecutivo. Esta empresa fue encargada de distintos proyectos, incluyendo el diseño del  futuro Nuevo Edificio del Parlamento de Zimbabue y la mejora del Aeropuerto de Victoria Falls, obras que se completó en noviembre de 2016.
En 1997 fue elegido director regional en Musami del ZANU-PF. En las elecciones legislativas de 2000 fue elegido por primera vez a la Asamblea Nacional, por el distrito de Murewa Sur, siendo reelegido para ocupar este escaño hasta su muerte.
En 2009 fue elegido desempeñó como Viceministro de Gobierno, Públicas y Vivienda. En 2014 fue nombrado Ministro de Asuntos Regionales para la Provincia de Mashonalandia Oriental. Así mismo, se desempeñó como Ministro Residente (Gobernador).Matiza fue conocido por las donaciones que realizó en su provincia natal.
En 2018, fue nombrado como Ministro de Transporte y Desarrollo de Infraestructuras. En el ministerio se destacó por la realización de obras como la ampliación de la carretera Beitbridge-Masvingo-Harare, la reapertura del Aeropuerto Internacional Robert Mugabe y la ampliación de la carretera Karoi-Binga, entre otras.

## Muerte
Murió a causa de COVID-19 el 22 de enero de 2021, durante la pandemia de COVID-19 en Zimbabue, dos días después de la muerte por las mismas causas del también ministro Sibusiso Moyo. Había sido hospitalizado una semana antes de morir, convirtiéndose así en el cuarto ministro zimbabuense en funciones que murió debido a la enfermedad. El 8 de febrero de 2021 fue reemplazado por Felix Mhona en el ministerio.